# جین سیلبر

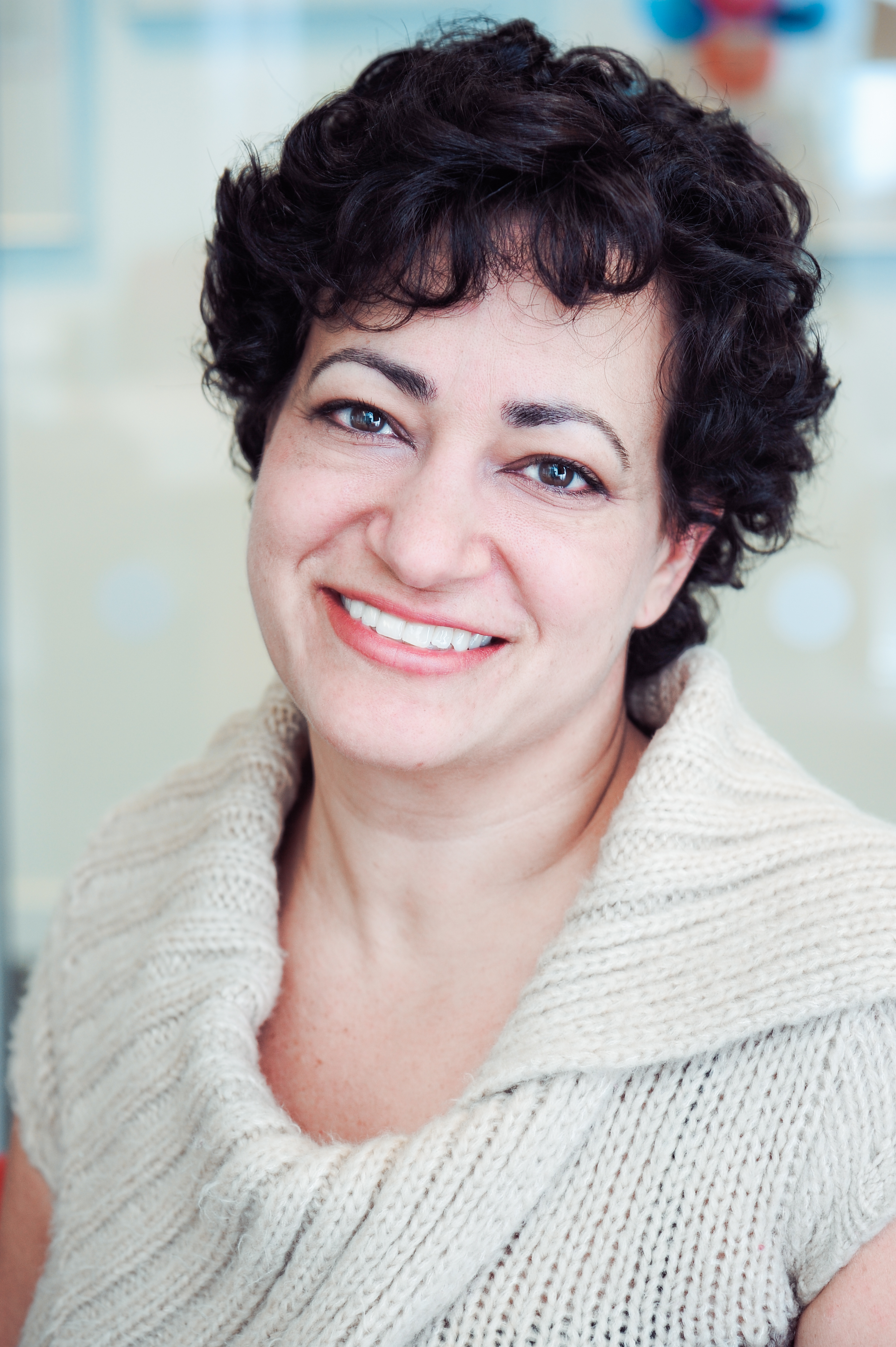
جین سیلبر، مدیرعامل شرکت «کنونیکال ال‌تی‌دی»

جین سیلبر (انگلیسی: Jane Silber؛ زادهٔ) یک مدیر عامل اجرایی کنونیکال ال‌تی‌دی بعد از مارک شاتل‌ورث از مارس ۲۰۱۰ تاکنون و اهل ایالات متحده آمریکا است.